# كارلوس ويلكوكس
كارلوس ويلكوكس (بالإنجليزية: Carlos Wilcox)‏ هو شاعر أمريكي، ولد في 22 أكتوبر 1794، وتوفي في 29 مايو 1827.